# 有理点
数論において有理点（ゆうりてん、英: rational point）とは、各座標の値が全て有理数であるような空間の点のことである。
例えば、点 (3, −67/4) は 3 も −67/4 も有理数であるため、2次元空間内の有理点である。有理点の特別な場合として整数点(integer point)があり、これは座標値が全て整数の点である。例えば、(1, −5, 0) は 3次元空間内の整数点である。より一般に K を任意の体とするとき、K-有理点は点の各々の座標値が体 K に属するような点と定義される。同様に、特別な場合である K-整数点は、各座標値が数体 K 内の代数的整数の環の元である点と定義される。

## 代数多様体上の有理点や K-有理点
V を体 K 上の代数多様体とする。V がアフィン多様体、つまり V を係数が K に属する多項式方程式系 fj(x1, ..., xn) = 0, j = 1, ..., m の零点集合であるとすると、V の K-有理点 P は、体 K に属する数の順序付きの n-個の組 (x1, ..., xn) であり、同時にすべての方程式の共通解となる。一般に V の K-有理点は、V のアフィン開部分集合の K-有理点である。
V が射影空間 {\displaystyle \mathbb {P} ^{n}} の中の斉次多項式 {\displaystyle f_{1},\dots ,f_{m}} （係数は K に属する）で定義される射影的な代数多様体の場合は、V の K-有理点は射影空間内の {\displaystyle [x_{0}:\cdots :x_{n}]} の点のうち、すべての座標が K に属し、すべての方程式 {\displaystyle f_{j}=0} の共通解となっているものである。
混乱がない場合、あるいは体 K が有理数体の場合には、K-有理点を単に有理点と呼ぶことがある。
K-有理点と同様に、楕円曲線のような代数多様体の有理点は、現在の研究の主要な分野となっている。アーベル多様体 A に対し、K-有理点は群を形成する。K が数体のとき、モーデル・ヴェイユの定理は K 上のアーベル多様体の有理点のなす群は有限生成群であると主張する。
ヴェイユ予想は、有限体上の多様体上の有理点の分布に関連していて、多様体が定義される最も小さな部分体が存在し、それへ属する点から有理点が構成されることを意味している。

### 例1
点 (3, −67/4) は、方程式 y + 67/4 = 2 (x − 3) で与えられる直線上の有理点の無限集合のひとつの元である。この有理点の集合は、群演算 (a, b) + (r, s) = (a + r, b + s + 91/4) と単位元 (0, −91/4) を持つ可換群を形成する。この直線上に整数点は存在しないことを示すことができる。この直線は単純なタイプの代数曲線であり、代数多様体である。有理点を有限個しかもたない、もしくは有理点をまったくもたない代数曲線（たとえば、円錐曲線 x2 + y2 + 1 = 0）も存在する。

### 例2
点 P = (√2, 3) は、方程式 3x2−2y = 0 により定義される代数多様体（この場合は放物線）上の点である。座標値 √2 は有理数でないので、P は有理点ではない。しかし、F を a と b を任意の有理数として a + b√2 という形の数がなす体とすると、P は F-有理点となる。これは座標値が √2 = 0 + 1√2 と 3 = 3 + 0√2 であり、数 0, 1, 3 が有理数だからである。

### 例3
複素射影平面上の点 (a, b, c) は、za, zb, zc がすべて実数となるような複素数 z が存在するとき、R-有理点（通常は、実有理点と呼ぶ）である。そうでなければ、複素数の点と呼ぶ。この記述は高次元の複素射影空間へ一般化される。

## スキームの有理点
スキーム論の用語では、スキーム {\displaystyle X} の {\displaystyle K}-有理点は、まさに射 {\displaystyle \operatorname {Spec} K\to X} のことである。{\displaystyle K}-有理点の集合を通常、{\displaystyle K(X)} で表す。
体 {\displaystyle k} 上に定義されたスキームや多様体 {\displaystyle X} に対し、剰余体 {\displaystyle k(x)} が（自然な準同型 {\displaystyle k\to k(x)} が同型となるという意味において）{\displaystyle k} と等しいとき、このような点 {\displaystyle x\in X} も有理点と呼ばれる。